# Kärlekens bakgata
Kärlekens bakgata är en amerikansk romantikfilm från 1941 i regi av Robert Stevenson. Filmen är en nyinspelning av 1932 års Kärlekens bakgata och bygger liksom den på romanen Back Street från 1931 av Fannie Hurst. Filmen nominerades till en Oscar för bästa filmmusik.

## Rollista
- Charles Boyer - Walter Saxel
- Margaret Sullavan - Ray Smith
- Richard Carlson - Curt Stanton
- Frank McHugh - Ed Porter
- Tim Holt - Richard Saxel
- Frank Jenks - Harry
- Esther Dale - Mrs. Smith
- Samuel S. Hinds - Felix Darren
- Peggy Stewart - Freda Smith
- Nell O'Day - Elizabeth Saxel
- Nella Walker - Corinne
- Cecil Cunningham - Mrs. Miller
- Marjorie Gateson - Mrs. Adams
- Dale Winter - Miss Evans

Ej listade, urval
- Charles Arnt - Mr. Mason
- Irving Bacon - Skeet
- Mary Forbes - Mrs. Williams
- Charles Lane - Blake
- Ludwig Stössel - Louis, kypare